# Música concreta

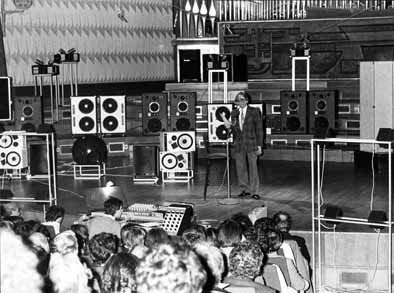
Pierre Schaeffer presentant lAcousmonium

Música concreta és el nom que va donar el compositor francès Pierre Schaeffer, a final de la dècada del 1940, a la música composta de manera «concreta» és a dir, música realitzada directament en una cinta magnetofònica i no pas de manera abstracta anotant les notes sobre un pentagrama.
Moltes de les tècniques emprades a la música concreta tingueren posteriorment un paper important en el sampleig de la música electrònica, tot i que una autèntica composició de música concreta es basa únicament en la combinació i manipulació de sons naturals.

## Origen de la música concreta
Per al desenvolupament de la música electroacústica feia falta, en primer lloc, el desenvolupament de la cinta magnetofònica i les seves possibilitats d'enregistrament, reproducció i manipulació. Això va ser possible immediatament després de la Segona Guerra Mundial i va permetre el naixement de dues corrents diferents, a França i Alemanya, però que van acabar per convergir en diferents tipus de música electroacústica.
A França es parteix d'una consideració dels sons del món exterior que, gravats i manipulats, donen un món sonor molt diferent de l'usual. Sota aquesta tècnica subjeu el pensament de la segona onada surrealista que impregna l'avantguarda francesa del moment i l'ús d'objectes sonors modificats i descontextualitzats. Els materials podien procedir de qualsevol origen, encara que es va emprar amb profusió el so obtingut a l'interior del piano.
Pierre Schaeffer, un enginyer i músic, i Pierre Henry, un músic reconvertit en tècnic, van coincidir a la fi dels anys 40 en la ORTF i van crear un grup de recerca i manipulació del so en viu per a poder gravar diferents experiències: el Groupe de Recherche et Investigation de Musique Concrète (GRMC), constituït en 1951. Obres d'aquests inicis de la música concreta són Variacions sobre una flauta mexicana (1949) i Bidule en ut (1950). Els seus resultats es van fer molt coneguts no sols per difondre'ls radiofònicament i en concert sinó perquè un jove coreògraf, Maurice Béjart, va apostar per la música concreta per a ballets com a Simfonia per a un home sol (1955) i Orfeu (1953).
Posteriorment, Schaeffer va teoritzar sobre les seves troballes en À la recherche d’une musique concrète (París, 1952) i a Traité des objets musicaux (París, 1966). Henry va crear el seu propi estudi i altres compositors com Bayle, Ferrari i Marie es van unir a la música concreta. Conforme van passar els anys, la música concreta va quedar subsumida en un concepte general de música electroacústica.
En el seu llibre Tractat dels objectes musicals, Schaeffer atribueix tres causes a l'origen de la música concreta:
- En primer lloc, l'augment de la llibertat estètica. La ruptura progressiva amb les regles del contrapunt i l'harmonia (l'ús de l'escala hexatónica de Debussy, el dodecafonisme de Schoenberg) i la ruptura de la predominança de les altures com a element estructural (la Klangfarbenmelodie de Webern).
- En segon lloc, el desenvolupament tecnològic. En la mesura que les idees musicals estan condicionades per les tècniques existents en un moment donat, l'aparició de la gravadora i després de l'ordinador van obrir noves possibilitats d'exploració sonora.
- En tercer lloc, la diversitat musical. Els musicòlegs, fins al segle xx, reduïen els llenguatges no-occidentals als termes de la música clàssica occidental. No obstant això, les músiques d'avantguarda, igual que moltes no-occidentals, negaven no sols l'escala i la tonalitat, sinó fins i tot la nota musical, "perquè cap solfeig i cap harmonia, encara que sigui atonal, pot donar compte d'una certa classe d'objectes musicals, especialment dels utilitzats per la majoria de les músiques africanes o asiàtiques".

## Creació de música concreta
L'any 1948, el típic estudi consistia en una sèrie de reproductors i gravadores gramòfons de goma laca, una taula de mescles amb potenciòmetres giratoris, una reverberació mecànica, filtres i, per descomptat, micròfons per a gravar. La composició d'una obra “concreta” comportava un procés de combinació sonora com si es tractés de la combinació de colors en les obres pictòriques: s'anaven afegint sorolls i sons fins que harmonitzin segons els desitjos del compositor i construeixin un “mosaic sonor”. Metodològicament segueix tres passos bàsics: localització, enregistrament i manipulació.

### Localització
Les fonts de música concreta poden incloure sons naturals, sons urbans, sons produïts mitjançant instruments, veus humanes i batecs de cors. L'elecció de fonts també influeix en el procés compositiu, de manera que ha de ser considerada acuradament.
“Es pot considerar qualsevol fenomen sonor (així com la paraula del llenguatge) a través del seu significat relatiu o a través de la seva pròpia essència. Mentre la significació sigui predominant i juguem amb ell, tenim literatura i no música. Però, com pot un oblidar la significació i aïllar el fenomen musical per si mateix? S'han de realitzar dues accions prèvies: distingir un element (escoltar-lo només, per la seva textura, la seva matèria, el seu color) i repetir-lo. Repeteix dues vegades el mateix fragment de so: i hi ha música!” Maig de 1952, P. Schaeffer

### Tècniques d'enregistrament
L'enregistrament de sons per a la música concreta requereix un coneixement bàsic de tècniques d'enregistrament.

#### Microfonatge
Hi ha dos tipus principals de micròfons emprats: els cardioides i els omnidireccionals. Els micròfons cardioides són direccionals i són usats quan el so de darrere del micròfon pot pertorbar la font, mentre que els micròfons omnidireccionals recullen el so de totes les direccions per igual i són especialment útils quan l'enregistrament requereix la ressonància completa de l'espai d'enregistrament.

#### Gravadores i cinta
Hi ha dos tipus bàsics de gravadores: analògiques i digitals. Encara que la majoria de compositors prefereix el segon tipus degut a la menor quantitat d'errors produïts en l'enregistrament i emmagatzematge i al fet que es pot emprar programari informàtic per a l'edició, alguns són de l'opinió que la conversió analògic-digital perd informació sense importar la seva taxa de bits. La gravadora Shellac enregistrava qualsevol resultat fora de la taula de mescles.

### Tècniques de manipulació de la cinta i efectes
Una vegada que els sons han estat recollits, la cinta pot ser manipulada de diverses maneres, entre les quals es troben:
- Entroncament: per a empalmar cinta analògica, és pràctica comuna tallar-la obliquament perquè la cinta adhesiva disposi de major superfície per a una unió més robusta. Per a empalmar so digital, s'empra un programa específic com Audacity, on qualssevol seccions de so es poden empalmar, o es pot eliminar o afegir qualsevol quantitat de so seleccionant, tallant i pegant mitjançant comandos de ratolí i teclat habituals.
- Canvis de velocitat: els programes informàtics permeten alterar la velocitat del so digital fàcilment; no obstant això, en les cintes analògiques la relació senyal soroll empitjora amb cada re-enregistrament. De tota manera, quatre o cinc canvis de velocitat poden convertir convertir una línia de flauta en un so greu semblança a la tuba, i viceversa. Aquests canvis es podien realitzar mitjançant el tocadiscs que podien llegir un so de manera convencional i en manera inversa alhora que permetia canviar de velocitat en proporcions fixes, manipulant el pitch a manera de transposició d'octaves.
- Inversió de sons: en una gravadora analògica, aquest efecte s'aconsegueix invertint la bobina; en un ordinador també es pot fer de manera fàcil.
- Bucles de cinta: aquesta tècnica consisteix a empalmar els extrems d'una cinta per a formar un cercle o bucle. El bucle es col·loca en posició de reproducció en la gravadora i es tiba utilitzant qualsevol objecte cilíndric, de manera que es produeix un ostinato. Els bucles han estat emprats en l'estètica minimalista de Music for Airports.[11]
- Extracció de mostres sonores: procediment molt especialitzat que consistia a deixar que el llapis òptic llegís una petita secció d'un registre. Això era controlat a mà i necessitava una manipulació molt delicada amb la finalitat d'obtenir una mostra neta del so. Usat en la Symphonie pour un homme seul.[7]
- Filtrat: eliminava la major part de les freqüències d'un senyal de manera que les restes mantinguin algun rastre del so original però sense fer-lo recognoscible. Hi havia dos tipus de filtres: filtres de 1/3 d'octava i filtres de pas alt i pas baix. Permetien l'eliminació o millora de freqüències seleccionades.
- Reverberació mecànica: constituïda per una placa de metall o una sèrie de ressorts que creaven la reverberació indispensable per a forçar la "fusió" dels sons en un mateix pla.
- Altres efectes com la superposició de sons, el retard, o la panoramització, i la combinació de tècniques, permeten crear música concreta de manera efectiva amb uns materials mínims. Les taules de mescles permetien que diverses fonts sonores es barregessin amb un control independent de guany o volum del so. El resultat de la mescla s'enviava a la gravadora i als altaveus de monitoratge. S'enviaven aquestes a senyals als filtres o la unitat de reverberació.

"La nostra música encaixa immediatament en un triedre de referència els eixos de la qual són la durada, la freqüència i la intensitat, on evolucionen timbres identificables i distintius." P. Schaeffer 1952

### Música concreta i música abstracta
La música concreta rep el nom de “concreta” perquè a cada objecte sonor se li assigna un paper que conforma, íntegrament, un “tot concret” en oposició a l'abstracció creada per instruments musicals. Segons Pierre Schaeffer:
"Apliquem el qualificatiu d'abstracte a la música habitual, perquè primer és concebuda per la ment, després s'anota teòricament i finalment és interpretada en una interpretació instrumental. Cridem a la nostra música ‘concreta’ perquè està constituïda a partir d'elements preexistents, presos de qualsevol material sonor, ja sigui soroll o música habitual, després composts i organitzats experimentalment mitjançant una construcció directa, la qual cosa acaba aconseguint un desig de composició sense l'ajuda de la notació musical ordinària. El domini del so i, per tant, de la música, no es limita a les dotze notes, encara que siguin perfectament intercanviables. Així mateix, els mitjans per a interpretar música tampoc poden limitar-se a instruments i veus orquestrals. No és que tinguem tanta necessitat de nous instruments, la qüestió és que aviat ja no podrem evitar transformar els seus sons amb els dispositius electroacústics que tenim a la nostra disposició que són, en segon grau, instruments musicals".

## Classificació dels objectes musicals
A l'hora d'ordenar els sons per a fer música concreta, Pierre Schaeffer proposa fer-ho segons el grau en què presenten aptituds respecte a un valor. Com a criteri fonamental estableix la durada, ja que aquesta és una noció molt important per a l'oïda, i és necessària per a la variació, ja que aquesta no és sinó alguna cosa que canvia en funció del temps. Aquest criteri no el concep com a valor, sinó com una qualitat lligada a tots els altres criteris.

Un altre criteri que proposa és l'equilibri: els objectes musicals centrals, perquè siguin memorables, han d'estar equilibrats; ni massa elementals (perquè serien percebuts com a part d'una cosa més gran), ni massa estructurals (perquè correrien el risc de descompondre's en objectes menors).
"La música ordinària és per a la música concreta el que la mecànica clàssica és per a la relativitat. (...) Potser ha arribat el moment, sense descurar la mecànica de les notes, de pensar en termes més generals i de concebre la matèria sonora en la seva complexitat, en la qual no evolucionen les notes d'un instrument, sinó els objectes sonors i rítmics: el seu rang mitjà, el seu color, la seva reverberació, els seus plans i capes, el seu nivell absolut… Els esdeveniments texturals harmònics i les durades es juxtaposen. Els objectes tenen en si mateixos una durada interna."

Maig de 1952, Pierre Schaeffer
De fet, el que buscava Schaeffer va ser l'ús de sons sense relació amb un significat específic, és a dir, "escoltar-los per si mateixos" sense un significat que contamini la percepció. Ell buscava sons com els produïts per instruments musicals tradicionals que es poguessin manipular i assemblar amb relativa llibertat, sense confusió respecte a les fonts originals.
Això ha d'entendre's com el punt de partida per als desenvolupaments tecnològics esmentats: la necessitat d'eines que permetessin la manipulació i modificació del so, amb l'objectiu de produir sons que seran percebuts principalment com a formes i estructures i menys com a anècdotes o referències lingüístiques. Els sons instrumentals poden ser conjunts; no obstant això, els sons concrets han de ser modelats abans de combinar-se.

## Autors i obres notables
Pierre Schaeffer
- Symphonie pour un homme seul (1949-50, juntament amb Henry).
- Etudes aux chemins de fer (1978).
- Cinq études de bruits (1948)
- Bilude en ut (1979)
- Orphée 51 or Toute la lyre (1951, juntament amb Henry)

Pierre Henry
- Symphonie pour un homme seul (1949-50, juntament amb Schaeffer)
- Le microphone bien temperé (1977).
- Antiphonie (1950).
- Orphée 51 oToute la lyre (1951, juntament amb Schaeffer)
- Vocalises (1952)

Edgard Varése
- Poème électronique per a cinta electrònica (1957–1958)
- Déserts per a vent, percussió i cinta electrònica (1950-54).

Delia Derbyshire
- Out of this World (1976) - BBC Records & Tapes
- Doctor Who (1963) - BBC Records & Tapes
- Electrosonic (1972) - KPM

Else Marie Pade
- Symphonie Magnetophonique (2002)
- Faust (1962)

Karlheinz Stockhausen
- Gesang der Jünglinge per a sons electrònics i veus (1955-1956).
- Konkrete Etüde (1952)

Luc Ferrari
- Acousmatrix 3 Petite symphonie intuitive pour un paysage de printemps (1973-74)

Iannis Xenakis
- Diamorphoses, per a sons enregistrats (1957)
- Concret PH, per a sons enregistrats (1958)

- Analogiques A i B, per a conjunt de cordes i sons enregistrats (1958-59)

Olivier Messiaen
- Timbres et durées (1952).

Tōru Takemitsu
- Música Aquàtica (1960). Basada únicament en gotes d'aigua.

İlhan Mimaroğlu
- Intermezzo (1964). La única font sonora és una goma elástica.